# Monticello (Florida)
Monticello es una ciudad ubicada en el condado de Jefferson en el estado estadounidense de Florida. En el Censo de 2010 tenía una población de 2.506 habitantes y una densidad poblacional de 244,15 personas por km².

## Geografía
Monticello se encuentra ubicada en las coordenadas 30°32′32″N 83°52′20″O / 30.54222, -83.87222. Según la Oficina del Censo de los Estados Unidos, Monticello tiene una superficie total de 10.26 km², de la cual 10.26 km² corresponden a tierra firme y (0%) 0 km² es agua.

## Demografía
Según el censo de 2010, había 2.506 personas residiendo en Monticello. La densidad de población era de 244,15 hab./km². De los 2.506 habitantes, Monticello estaba compuesto por el 43.06% blancos, el 54.23% eran afroamericanos, el 0% eran amerindios, el 0.68% eran asiáticos, el 0.04% eran isleños del Pacífico, el 0.8% eran de otras razas y el 1.2% pertenecían a dos o más razas. Del total de la población el 2.11% eran hispanos o latinos de cualquier raza.